# Magritte de la meilleure image
Le Magritte de la meilleure image est une récompense décernée depuis 2011 par l'Académie André Delvaux, laquelle décerne également tous les autres Magritte du cinéma.

## Palmarès

### Années 2010
| Année | Film                                      | Directeur de la photographie               |
| ----- | ----------------------------------------- | ------------------------------------------ |
| 2011  | Mr. Nobody                                | Christophe Beaucarne                       |
| 2011  | Amer                                      | Manu Dacosse                               |
| 2011  | La Régate                                 | Alain Marcoen                              |
| 2012  | Les Géants                                | Jean-Paul De Zaeytijd                      |
| 2012  | Bullhead (Rundskop)                       | Nicolas Karakatsanis                       |
| 2012  | Le Gamin au vélo                          | Alain Marcoen                              |
| 2013  | L'Hiver dernier                           | Hichame Alaouié                            |
| 2013  | Dead Man Talking                          | Danny Elsen                                |
| 2013  | La Folie Almayer                          | Remon Fromont                              |
| 2014  | Les Chevaux de Dieu                       | Hichame Alaouié                            |
| 2014  | L’Écume des jours                         | Christophe Beaucarne                       |
| 2014  | Tango libre                               | Virginie Saint-Martin                      |
| 2015  | L'Étrange Couleur des larmes de ton corps | Manu Dacosse                               |
| 2015  | Le Goût des myrtilles                     | Philippe Guilbert et Virginie Saint-Martin |
| 2015  | Tokyo fiancée                             | Hichame Alaouié                            |
| 2016  | Alleluia                                  | Manu Dacosse                               |
| 2016  | Le Tout Nouveau Testament                 | Christophe Beaucarne                       |
| 2016  | Préjudice                                 | Frédéric Noirhomme                         |
| 2017  | Parasol                                   | Olivier Boonjing                           |
| 2017  | Évolution                                 | Manu Dacosse                               |
| 2017  | La Danseuse                               | Benoît Debie                               |
| 2017  | Les Premiers, les Derniers                | Jean-Paul De Zaeytijd                      |
| 2018  | InSyriated                                | Virginie Surdej                            |
| 2018  | Grave                                     | Ruben Impens                               |
| 2018  | Mon ange                                  | Juliette Van Dormael                       |
| 2019  | Laissez bronzer les cadavres              | Manu Dacosse                               |
| 2019  | Girl                                      | Frank van den Eeden                        |
| 2019  | Tueurs                                    | Jean-François Hensgens                     |

### Années 2020
| Année | Film               | Directeur de la photographie |
| ----- | ------------------ | ---------------------------- |
| 2020  | Duelles            | Hichame Alaouié              |
| 2020  | Les Frères Sisters | Benoît Debie                 |
| 2020  | Nuestras madres    | Virginie Surdej              |
| 2022  | Titane             | Ruben Impens                 |
| 2022  | Adoration          | Manu Dacosse                 |
| 2022  | Un monde           | Frédéric Noirhomme           |
| 2023  | Close              | Frank van den Eeden          |
| 2023  | Inexorable         | Manu Dacosse                 |
| 2023  | Rien à foutre      | Olivier Boonjing             |

## Nominations et récompenses multiples
Trois récompenses et quatre nominations :
- Manu Dacosse : récompensé en 2015 pour L'Étrange Couleur des larmes de ton corps, en 2016 pour Alleluia et en 2019 pour Laissez bronzer les cadavres, et nommé en 2011 pour Amer, en 2017 pour Évolution, en 2022 pour Adoration et en 2023 pour Inexorable.

Trois récompenses et une nomination :
- Hichame Alaouié : récompensé en 2013 pour L'Hiver dernier, en 2014 pour Les Chevaux de Dieu et en 2020 pour Duelles, et nommé en 2015 pour Tokyo fiancée.

Une récompense et deux nomination :
- Christophe Beaucarne : récompensé en 2011 pour Mr. Nobody, et nommé en 2014 pour L’Écume des jours et en 2016 pour Le Tout Nouveau Testament.

Une récompense et une nomination :
- Jean-Paul De Zaeytijd : récompensé en 2012 pour Les Géants, et nommé en 2017 pour Les Premiers, les Derniers.
- Virginie Surdej : récompensé en 2018 pour InSyriated, et nommé en 2020 pour Nuestras madres.
- Ruben Impens : récompensé en 2022 pour Titane, et nommé en 2018 pour Grave.
- Frank van den Eeden : récompensé en 2023 pour Close, et nommé en 2019 pour Girl.
- Olivier Boonjing : récompensé en 2017 pour Parasol, et nommé en 2023 pour Rien à foutre.

Deux nominations :
- Virginie Saint-Martin : nommée en 2014 pour Tango libre et en 2015 pour Le Goût des myrtilles (avec Philippe Guilbert).
- Alain Marcoen : nommé en 2011 pour La Régate et en 2012 pour Le Gamin au vélo.
- Benoît Debie : nommé en 2017 pour La Danseuse et en 2020 pour Les Frères Sisters.
- Frédéric Noirhomme : nommé en 2016 pour Préjudice et en 2022 pour Un monde.